# Tender Comrade
Tender Comrade is een Amerikaanse dramafilm uit 1943 onder regie van Edward Dmytryk.

## Verhaal
Jo Jones werkt tijdens de Tweede Wereldoorlog in een vliegtuigenfabriek. Ze kijkt uit naar de dag dat ze haar man terug zal zien. Jo en de andere arbeidsters in de fabriek hebben moeite om de eindjes aan elkaar te knopen, omdat hun mannen aan het front vechten. Daarom besluiten ze samen te gaan wonen en hun kosten te delen.

## Rolverdeling
| Acteur            | Personage         |
| ----------------- | ----------------- |
| Ginger Rogers     | Jo Jones          |
| Robert Ryan       | Chris Jones       |
| Ruth Hussey       | Barbara Thomas    |
| Patricia Collinge | Helen Stacey      |
| Mady Christians   | Manya Lodge       |
| Kim Hunter        | Doris Dumbrowski  |
| Jane Darwell      | Mevrouw Henderson |
| Richard Martin    | Mike Dumbrowski   |